# 메트로 (영국의 신문)

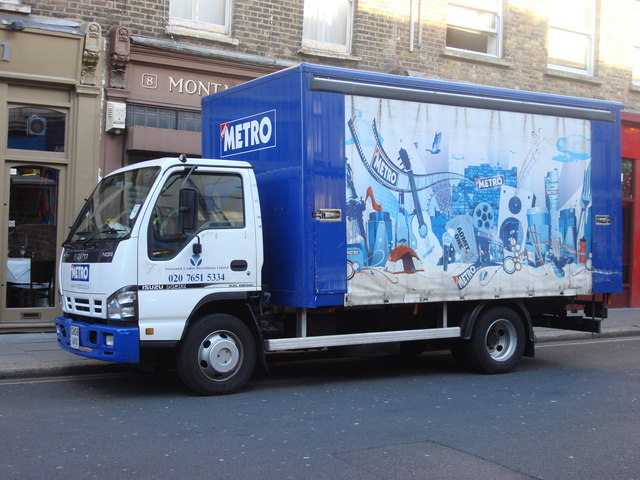

메트로(Metro)는 영국의 DMG 미디어가 타블로이드 형식으로 발행하는 무료 신문이다.